# أمير أباد (تشاراويماق)
أمير أباد (بالفارسية: امیرآباد) هي منطقة سكنية تقع في تشارواماق الشرقية الريفية في إيران. يقدر عدد سكانها بـ 65 نسمة بحسب إحصاء 2016.